# 洽溪子
洽溪子，原寫為洽溪仔，是臺灣桃園市中壢區的一個傳統地域名稱，位於該區北部偏西。相較於今日行政區，其範圍大致包括洽溪里、青溪里。
本地區東南部為高鐵桃園站「青埔特區」的一部分。

## 歷史

1915年桃園廳行政區劃（不含蕃地）

台灣清治末期至日治初期，洽溪子地區為一街庄，稱為「洽溪仔庄」，隸屬於桃澗堡。該庄北與照鏡庄為鄰，東與橫山庄為鄰，東南邊一小段與青埔庄為界，南邊為芝芭里庄，西邊為大崙庄、雙溪口庄。
1901年（日治明治三十四年）11月，全台廢縣廳改設二十廳，該庄隸屬於桃仔園廳大崙區。1903年（明治三十六年），改名桃園廳。1909年（明治四十二年）10月，合併二十廳為十二廳，該庄隸屬不變。1920年（大正九年），廢十二廳改設五州二廳，該庄改制並雅化為「洽溪子」大字，隸屬於新竹州中壢郡中壢街。
戰後中壢街改制為中壢鎮，隸屬於新竹縣，大字亦改制為里。1950年桃、竹、苗分治，中壢鎮改隸屬於桃園縣。1967年，中壢鎮因人口達10萬而改制為中壢市。2014年12月，桃園縣升格為直轄桃園市，中壢市改制為中壢區。

## 交通
省道台31線又稱「高鐵橋下桃園段道路」，是蘆竹至湖口與高鐵路線併行的平面幹道，但在高鐵桃園站附近改行東南側外環道。該道路大致以東北—西南走向轉橫向經過本地區東南部邊界地帶，向東北繞過高鐵桃園站後可前往中壢、大園、蘆竹的高鐵沿線各地，向西轉西南可前往新屋、楊梅、湖口的高鐵沿線各地。
縣道113號是大園至龍潭十一份的道路，大致以東北—西南走向轉縱向經過本地區東南部，為高鐵桃園站外環道的一部分。由該道路向東北轉北可前往大園後，於埔頂與省道台15線交會；向南可前往中壢市區、龍潭後，於十一份與省道台3甲線交會。

## 學校
- 青埔國中